# Mark O'Meara

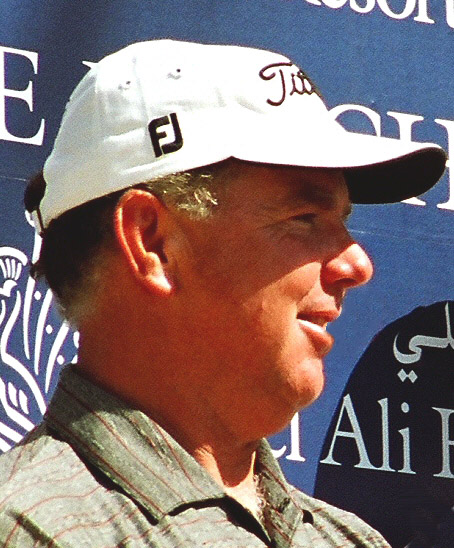
Mark O'Meara, 2005.

Mark Francis O'Meara, född 13 januari 1957 i Goldsboro, North Carolina, är en amerikansk golfspelare.
O'Meara var en produktiv spelare på den amerikanska PGA-touren och över hela världen från mitten av 1980-talet till slutet av 1990-talet. Han har vunnit 16 tävlingar på PGA-touren med den första 1984 i Greater Milwaukee Open men det dröjde tills han var 41 år innan han vann sin första majortävling. I en sen avslutning av sin PGA-karriär vann han två majors 1998, The Masters Tournament och The Open Championship. Många ansåg segrarna kom av inspirationen att få jobba med sin nära vän Tiger Woods. Samma år vann han även World Matchplay Championship.
O'Meara är känd för att tävla utanför USA mer än andra ledande amerikanska spelare och han har vunnit tävlingar i Europa, Asien, Australien och Sydamerika. Med sitt fina sportsliga uppträdande är han en av de mest populära spelarna inom internationell golf. Efter sekelskiftet 2000 avtog hans form när han började att få skador men 2004 vann han en officiell tourtävling för första gången sedan 1998, Dubai Desert Classic, som trots att den spelas i Asien är en tävling på PGA European Tour.

## Champions Tour
O'Meara började spela på Champions Tour 2007. Hans första seger kom 2010 i Liberty Mutual Legends of Golf, en partävling han spelade tillsammans med Nick Price, genom att besegra John Cook och Joey Sindelar på det andra särspelshålet. O'Meara vann senare samma år Constellation Energy Senior Players Championship, en av fem majortävlingar på Champions Tour. O'Meara var den enda spelare att gå under 70 slag under alla fyra tävlingsvarv, och avslutade med 68 slag (-2 under par) på den sista ronden, vilket gjorde att han slutade på 273 slag (-7 under par) totalt. Michael Allen hade 66 slag under sista tävlingsvarvet, vilket gjorde att även han slutade på 273 slag, vilket ledde till särspel mellan dem två. O'Meara besegrade Allen med par på det första särspelshålet.

## Meriter

### Majorsegrar
| År   | Mästerskap            | Efter 54 hål | Resultat        | Mot par | Segermarginal | Runner(s)-up              |
| ---- | --------------------- | ------------ | --------------- | ------- | ------------- | ------------------------- |
| 1998 | Masters Tournament    | 2 slag bakom | 74-70-68-67=279 | −9      | 1 slag        | Fred Couples, David Duval |
| 1998 | The Open Championship | 2 slag bakom | 72-68-72-68=280 | E       | Särspel 1     | Brian Watts               |

1 Besegrade Brian Watts i det 4 hål långa särspelet: O'Meara (4-4-5-4=17), Watts (5-4-5-5=19).

### Segrar på PGA Tour
| No. | Datum        | Tävling                               | Resultat        | Mot par | Segermarginal | Runner(s)-up                                                                                         |
| --- | ------------ | ------------------------------------- | --------------- | ------- | ------------- | --- |
| 1   | Sep 16, 1984 | Greater Milwaukee Open                | 67-68-69-68=272 | −16     | 5 slag        | Tom Watson                                                                                           |
| 2   | Feb 3, 1985  | Bing Crosby National Pro-Am           | 70-72-68-73=283 | −5      | 1 slag        | Kikuo Arai, Larry Rinker, Curtis Strange                                                             |
| 3   | Feb 10, 1985 | Hawaiian Open                         | 67-66-65-69=267 | −21     | 1 slag        | Craig Stadler                                                                                        |
| 4   | Jan 29, 1989 | AT&T Pebble Beach National Pro-Am (2) | 66-68-73-70=277 | −11     | 1 slag        | Tom Kite                                                                                             |
| 5   | Feb 4, 1990  | AT&T Pebble Beach National Pro-Am (3) | 67-73-69-72=281 | −7      | 2 slag        | Kenny Perry                                                                                          |
| 6   | Okt 7, 1990  | H.E.B. Texas Open                     | 64-68-66-63=261 | −19     | 1 slag        | Gary Hallberg                                                                                        |
| 7   | Okt 19, 1991 | Walt Disney World/Oldsmobile Classic  | 66-66-71-64=267 | −21     | 1 slag        | David Peoples                                                                                        |
| 8   | Feb 2, 1992  | AT&T Pebble Beach National Pro-Am (4) | 69-68-68-70=275 | −13     | Särspel       | Jeff Sluman                                                                                          |
| 9   | Mar 12, 1995 | Honda Classic                         | 68-65-71-71=275 | −9      | 1 slag        | Nick Faldo                                                                                           |
| 10  | Sep 10, 1995 | Bell Canadian Open                    | 72-67-68-67=274 | −14     | Särspel       | Bob Lohr                                                                                             |
| 11  | Jan 7, 1996  | Mercedes Championships                | 68-69-66-68=271 | −17     | 3 slag        | Nick Faldo, Scott Hoch                                                                               |
| 12  | Apr 28, 1996 | Greater Greensboro Chrysler Classic   | 75-68-62-69=274 | −14     | 2 slag        | Duffy Waldorf                                                                                        |
| 13  | Feb 2, 1997  | AT&T Pebble Beach National Pro-Am (5) | 67-67-67-67=268 | −20     | 1 slag        | David Duval, Tiger Woods                                                                             |
| 14  | Feb 9, 1997  | Buick Invitational                    | 67-66-71-71=275 | −13     | 2 slag        | David Ogrin, Donnie Hammond, Jesper Parnevik, Craig Stadler, Lee Janzen, Mike Hulbert, Duffy Waldorf |
| 15  | Apr 12, 1998 | Masters Tournament                    | 74-70-68-67=279 | −9      | 1 slag        | Fred Couples, David Duval                                                                            |
| 16  | Jul 19, 1998 | The Open Championship                 | 72-68-72-68=280 | E       | Särspel       | Brian Watts                                                                                          |

### Segrar på Champions Tour
| No. | Datum        | Tävling                                                  | Resultat        | Mot par | Segermarginal | Runner(s)-up              |
| --- | ------------ | -------------------------------------------------------- | --------------- | ------- | ------------- | ------------------------- |
| 1   | Apr 25, 2010 | Liberty Mutual Insurance Legends of Golf(med Nick Price) | 62-64-62=188    | −28     | Särspel       | John Cook & Joey Sindelar |
| 2   | Oct 10, 2010 | Constellation Energy Senior Players Championship         | 68-68-69-68=273 | −7      | Särspel       | Michael Allen             |

### Vinster på Japan Golf Tour
- 1985 Fujisankei Classic
- 1992 Tokai Classic

### Övriga segrar
- 1986 Australian Masters
- 1987 Lawrence Batley International
- 1989 RMCC (med Curtis Strange)
- 1994 Argentine Open
- 1997 Trophée Lancôme
- 1998 Cisco World Match Play Championship, Skins Game
- 1999 World Cup (med Tiger Woods)
- 2000 Fred Meyer Challenge
- 2002 Skins Game
- 2004 Dubai Desert Classic

## Lagtävlingar
- Alfred Dunhill Cup: 1985, 1986, 1987, 1996, 1997, 1998, 1999
- Ryder Cup: 1985, 1989, 1991, 1997, 1999
- Nissan Cup: 1985
- Presidents Cup: 1996, 1998
- World Cup: 1999
- UBS Cup: 2001, 2002, 2003
- U.S. vs. Japan: 1984

Källa: